# Corel Designer
Corel DESIGNER är ett illustrationsprogram som lämpar sig för tekniska illustrationer, exempelvis ritningar, bruksanvisningar eller annan teknisk dokumentation. Programmet utvecklas av Corel Corporation och säljs i paket med bland annat bildbehandlingsprogrammet Corel PHOTO-PAINT.